# Гимназија Јездимир Ловић Сјеница
Гимназија Јездимир Ловић је средња школа и гимназија која се налази у Сјеници. Настава се одвија на српском и бошњачком језику.

## Опште информације
Данас Гимназија Јездимир Ловић ради са четири одељења општег типа у сваком од четири разреда, и годишње уписује до 120 ученика. Настава се одвија на српском и бошњачком језику.

## Руководство
Досадашњи директори Гимназије:
- Витомир Каличанин (1962-1976)
- Адем Хаџиомеровић (1976-1988)
- Емин Зековић (1988-1992)
- Латиф Зекић (1992-1995)
- Мурат Баздаревић (1995-2015)
- Исмо Гицић (2015-2019)
- Суада Сарачевић (2019-2022)
- Зинаида Хајдарпашић (2022-...)

## Историјат
Гимназија Јездимир Ловић у Сјеници почела је са радом 1961. године као истурено одељење Гимназије из Новог Пазара. Те школске године наставу је похађало 77 ученика на општем смеру средњошколског образовања. Настава је отпочела у старој осмогодишњој основној школи Светозар Марковић и то због преоптерећености школе и рада у неколико смена. Први директор гимназије био је Мијо Радивојевић. Наставни кадар био је састављен од наставника који су претежно радили у основној школи, али и понеког професора. Убрзо након почетка рада у школу је пристигао велики број наставника из свих делова бивше државе, попут професора Вукумировића из Београда, професора Миња из Чачка и професора Спира из Сплита.
Године 1962. гимназија се издваја од матичне гимназије из Новог Пазара и постаје самостална установа што је и данас. Одлуком локалне самоуправе добија назив Гимназија 29. новембар. Шест година касније отпочиње изградња школских зграда и објеката чиме се настава премешта из просторија основне школе.
Гимназија 29. новембар се трансформише у Образовни центар Јездимир Ловић 1979. године. Одлуком СО Сјеница 1987. године образовни центар прераста у Средњу школу Јездимир Ловић.
Од школске 1990/91. године у Средњој школи Јездимир Ловић настава се реализује на општем смеру гимназије. Одлуком Владе Републике Србије од 13. јануара 1993. године о мрежи средњих школа утврђено је да Средња школа Јездимир Ловић убудуће ради као Гимназија.  

## Подручја рада и профили
Гимназија Сента има следећа подручја рада и профиле:
- општи тип (српски језик)
- општи тип (бошњачки језик)